# Stotnik (Pakistan)
Stotnik (angleško Captain) je častniški vojaški čin Pakistanske kopenske vojske, ki v sklopu Natovega standarda STANAG 2116 sodi v razred OF-2. Čin je bil neposredno prevzet po istem britanskem činu, pri čemer so zamenjali krono s polmescem z zvezdo in tudi preoblikovali zvezdo.
Nadrejen je činu poročnika in podrejen činu majorja. Enakovreden je činu letalskega poročnika Pakistanskega vojnega letalstva, činu poročnika ladje Pakistanske vojne mornarice in činu/položaju pomočnik komandanta Pakistanske obalne straže.
Oznaka čina je sestavljena iz treh zvezd Pakistana., ki je pritrjena na epoleto; slednja ima oznako tudi rodova oz. službe kopenske vojske ter na dnu epolete tudi prepleteno vrvico škrlatno-pakistansko zelene-škrlatne barve.